# Alberto Clò
Alberto Clò (Bologna, 26 gennaio 1947) è un economista italiano, Ministro dell'Industria e del Commercio dal 1995 al 1996 nel governo tecnico di Lamberto Dini.

## Biografia
Laureato a Bologna in Scienze politiche, è stato Ministro dell’Industria e del Commercio con l’Estero della Repubblica Italiana nel Governo tecnico presieduto da Lamberto Dini (1995-96) e presidente del Consiglio dei Ministri dell’Industria e dell’Energia dell’Unione Europea nel primo semestre 1996 di presidenza italiana. Per il servizio reso in qualità di Ministro gli è stata conferita dal presidente Scalfaro l’Onorificenza di Cavaliere di Gran Croce al merito. Ha pubblicato numerosi saggi nei campi dell’economia industriale ed economia dell’energia. 
È stato professore Ordinario di Economia Applicata presso l'Università degli Studi di Bologna, ove ha tenuto Corsi di Economia Industriale e Economia dei servizi pubblici. In precedenza aveva insegnato alla Facoltà di Economia nell'Università di Trento e in seguito in quella dell'Università di Modena. È in quiescenza dal 2014. Ha fondato nel 1980 con Romano Prodi la rivista Energia, di cui dal 1984 è direttore responsabile.
È stato Consigliere di Amministrazione indipendente di varie società quotate (tra cui: Eni, Finmeccanica, Italcementi, Iren e ASM Brescia, Atlantia, Snam.) e non quotate (Cineteca di Bologna). Dal 1998 al 2004 è stato Presidente della Società Aeroporti Bologna che gestisce l'Aeroporto di Bologna, è stato anche Consigliere di amministrazione indipendente del Gruppo Editoriale GEDI S.p.A. e De Longhi S.p.A.
Ha pubblicato numerosi saggi nei campi dell’economia industriale ed economia dell’energia. Da ultimo, ha pubblicato i volumi Economia e politica del petrolio nel 2000, Editrice Compositori, Bologna, tradotto dalla Kluwer Academic Publichers col titolo Oil Economics and Policy; Il rebus energetico nel 2008, il Mulino, Bologna; Si fa presto a dire nucleare nel 2010, il Mulino, Bologna; Riforme elettriche tra efficienza ed equità (curatore con S. Clô e F. Boffa) nel 2014, Il Mulino; Energia e clima. L’altra faccia della medaglia nel 2017.
È infine noto alla cronaca anche per aver ospitato nella sua casa di campagna nel 1978 la discussa seduta spiritica a cui parteciparono Romano Prodi e Mario Baldassarri (oltre al fratello di Clò) dove venne rivelato il nome "Gradoli", dove sarebbe stato tenuto prigioniero Aldo Moro. Furono mandati Carabinieri ed esercito a rastrellare il comune di Gradoli senza risultati. Si ritiene che Moro o i suoi rapitori potessero essere stati per un periodo in un appartamento a Roma in Via Gradoli, che si scoprì successivamente essere usato dalle Br.

## Opere
- (EN) Oil Economics and Policy, Springer Science & Business Media, 2000, ISBN 978-0792379065.
- Economia e politica del petrolio, Compositori, 2002, ISBN 978-8877942203.
- Lezioni di economia industriale, Dupress, 2003, ISBN 978-8886909488.
- Il rebus energetico, Il Mulino, 2008, ISBN 978-8815115140.
- Appunti di economia industriale, Il Mulino, 2009, ISBN 978-8886909709.
- Si fa presto a dire nucleare, Il Mulino, 2010, ISBN 978-8815146359.
- Appunti di economia delle public utilities, Dupress, 2012, ISBN 978-8895451626.
- Energia e clima. L'altra faccia della medaglia, Il Mulino, 2017, ISBN 9788815272928.
- Il ricatto del gas russo. Ragioni e responsabilità, Il Sole 24 Ore, 2022, ISBN 979-1254840436.

### Altro
- Hans H. Landsberg et al., Vivere con l'incertezza. Il problema dell'energia nel mondo contemporaneo., a cura di Alberto Clò, Il Mulino, 1986.[2]